# Stefania Górska

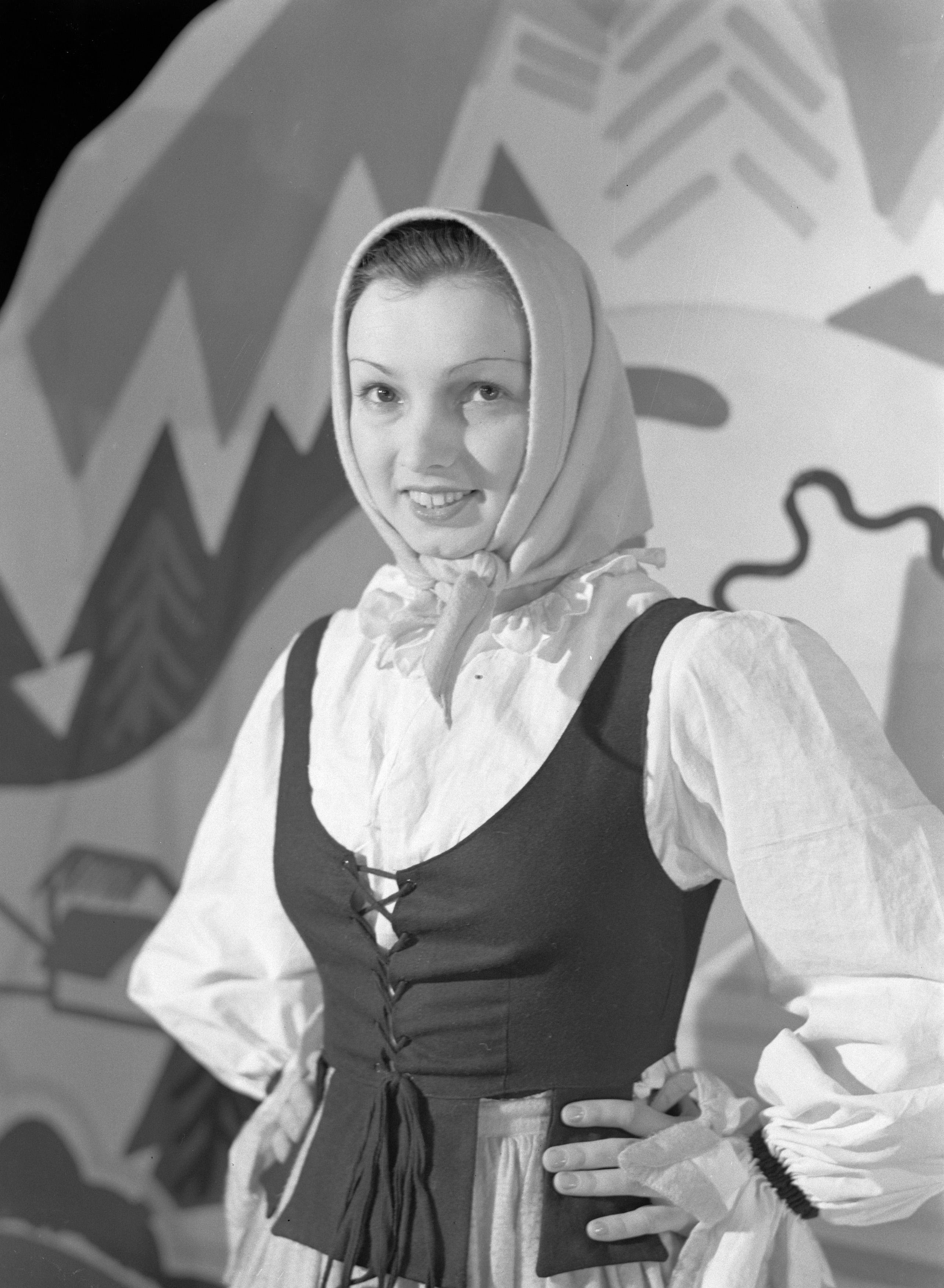
Stefania Górska, 1934

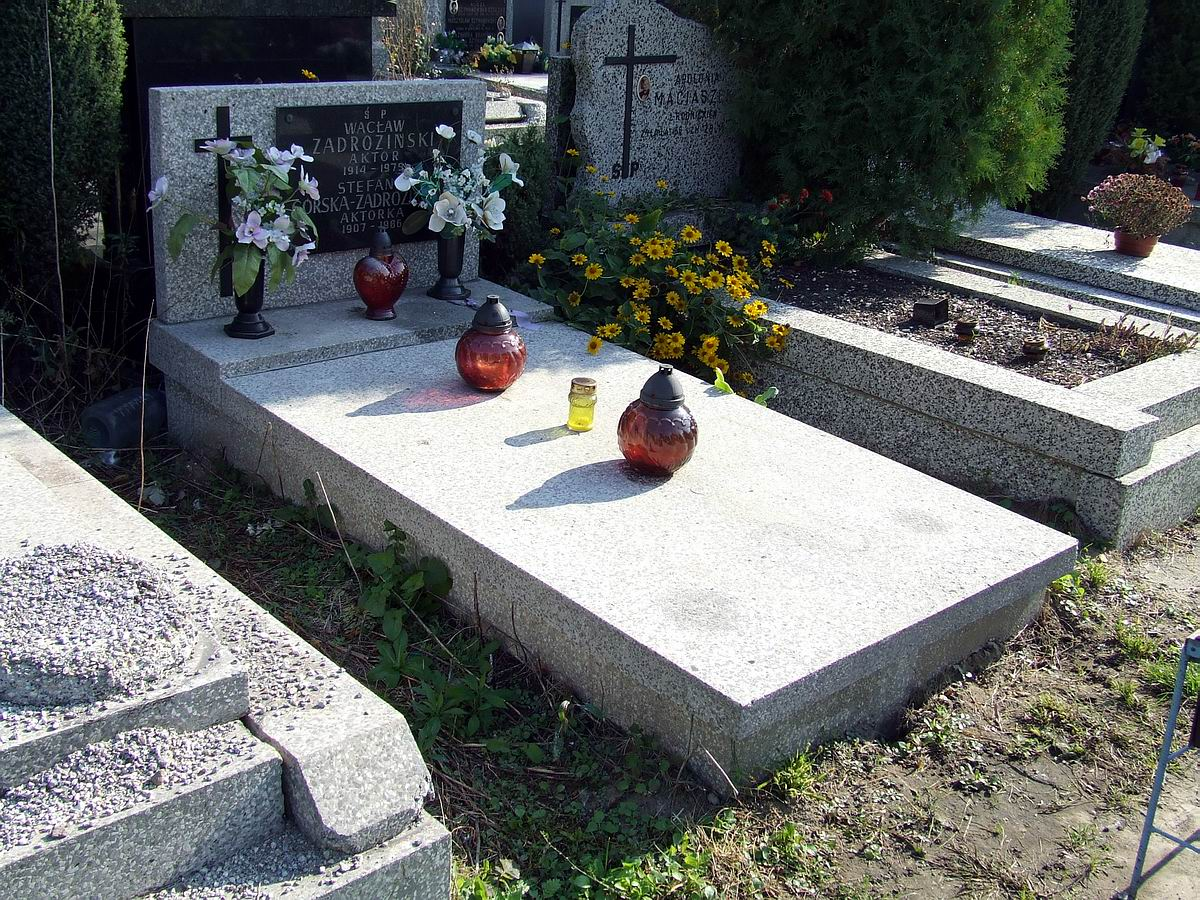
Grób Stefanii Górskiej-Zadrozińskiej i jej męża Wacława Zadrozińskiego na cmentarzu Komunalnym Północnym w Warszawie

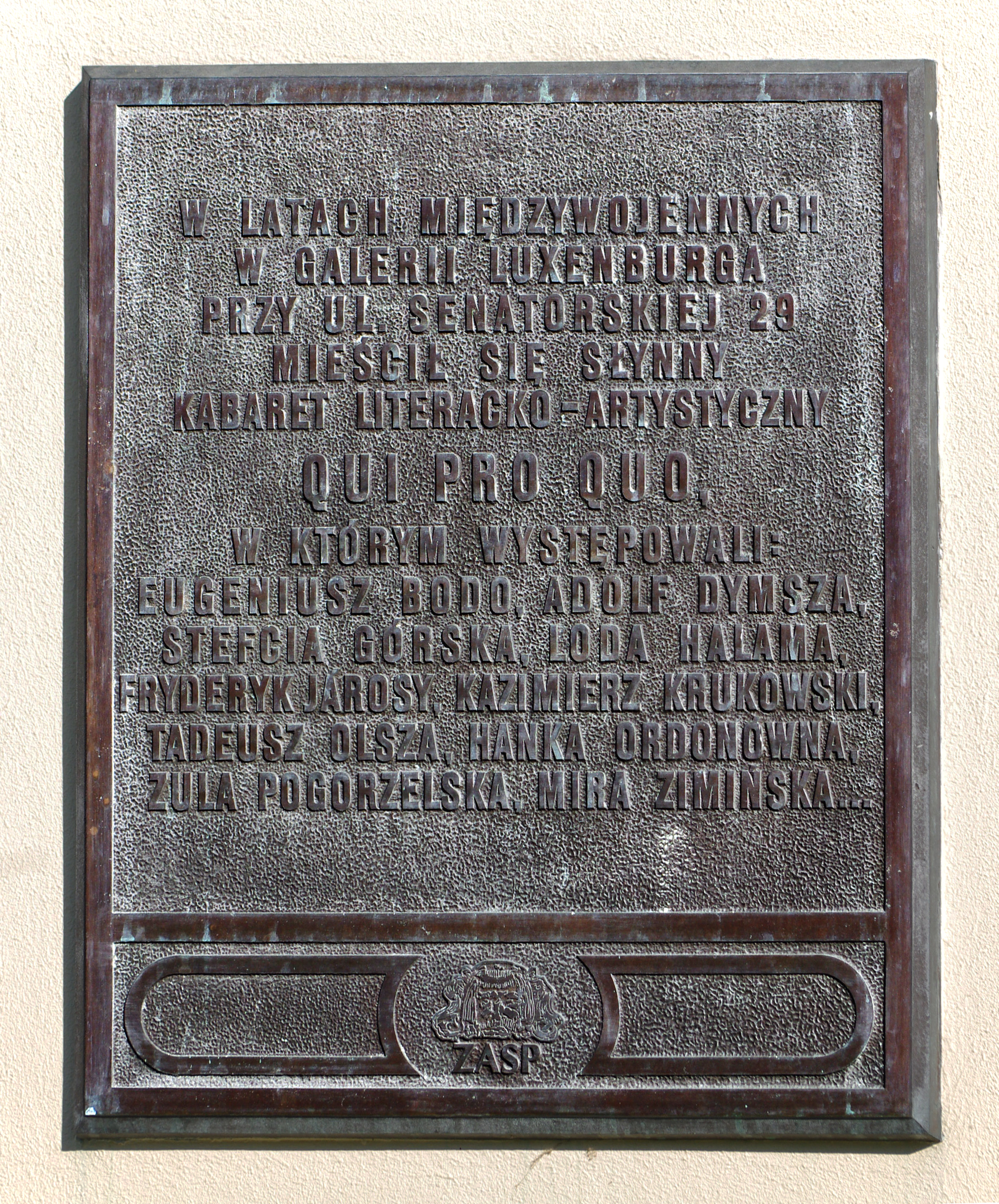
Tablica upamiętniająca teatrzyk Qui Pro Quo i jego artystów przy ul. Senatorskiej 29/31 w Warszawie

Stefania Górska, znana jako Stefcia Górska właśc. Stefania Górska-Zadrozińska (ur. 6 stycznia 1907 w Warszawie, zm. 3 sierpnia 1986 tamże) – polska aktorka, piosenkarka, tancerka i kompozytorka.

## Życiorys

### Młodość
W 1928 ukończyła Szkołę Umuzykalniania i Tańca Scenicznego Tacjanny i Stefana Wysockich w Warszawie. W tym samym roku zadebiutowała jako śpiewająca tancerka w teatrzyku Qui Pro Quo. Później śpiewała solo i w tercecie w wielu warszawskich kabaretach i teatrzykach rewiowych. W okresie dwudziestolecia międzywojennego występowała kolejno w:
- Qui Pro Quo (1928–1931)
- Bandzie (1931–1933)
- Rexie (1934)
- Cyganerii (1934)
- Starej Bandzie w Hollywood (1934)
- Cyruliku Warszawskim (1935–1938)
- Buffo (1938)
- Małym Qui Pro Quo.

### Nagrywanie płyt
Nagrywała również płyty dla Syreny Rekord. Komponowała piosenki (Niech nikt o tym nie wie), także do tekstów Juliana Tuwima Dziewczynka z zapałkami, Głos z daleka, Nasza jest noc (rewia Maj za pasem, Qui pro quo, 1930) i Rozstanie.
Jej największymi przebojami były piosenki:
- Bubliczki (muzyka G. Bogomazow, słowa Andrzej Włast)
- Czy pani Marta jest grzechu warta (muzyka F. Raymond)
- Dla ciebie zrobię wszystko
- Gdy zobaczysz ciotkę mą (muzyka Rudolf Nelson, słowa Andrzej Włast)
- Pan Agapit (w duecie z Andrzejem Boguckim)
- Ukradła mi szantrapa.

### Role filmowe
Była również aktorką filmową. Karierę w filmie rozpoczęła w 1933 rolą w Zabawce, wystąpiła także m.in. w filmach Papa się żeni, Córka generała Pankratowa. Po wojnie grała w filmach Inspekcja pana Anatola i Cafe pod Minogą.

### Działalność po wojnie
Podczas okupacji niemieckiej przebywała w Warszawie.
Od 1948 roku związała się z warszawskim Teatrem Syrena. Brała również udział w koncertach estradowych. W 1974 wystąpiła z zespołem Hagaw na festiwalu Old Jazz Meeting.

### Śmierć i pogrzeb
Zmarła 3 sierpnia 1986 i została pochowana wraz z mężem Wacławem Zadrozińskim na cmentarzu komunalnym Północnym na Wólce Węglowej (kwatera W-XVII-3-6-10).

## Filmografia

### Filmy (lata 1933–1939)
- 1933 – Zabawka jako tancerka Mela
- 1934 – Córka generała Pankratowa jako dziewczyna w restauracji
- 1935 – Antek policmajster jako córka gubernatorstwa
- 1936 – Papa się żeni jako tancerka
- 1937 – Parada Warszawy
- 1939 – O czym się nie mówi jako prasowaczka

### Filmy (po 1945)
- 1959 – Cafe pod Minogą jako pani Aniołkowa
- 1959 – Inspekcja pana Anatola jako Filomena z domu Cielęcińska, matka Zofii
- 1960 – Historia współczesna

## Spektakle teatralne (wybór)
- 1928 – Czy Anna jest panna, Qui Pro Quo
- 1928 – Czy pani Marta jest grzechu warta, Qui Pro Quo
- 1930 – Maj za pasem, Qui Pro Quo
- 1931 – Ta Banda pięknie gra, Banda
- 1932 – Banda naprzód, Banda
- 1933 – Piękna Galatea, Banda
- 1933 – Zjazd gwiazd, Rex
- 1934 – Cyganeria rozfikana, Cyganeria
- 1934 – Co w trawie piszczy
- 1935 – Z pocałowaniem ręki, Cyganeria
- 1935 – Pod włos, Cyrulik Warszawski
- 1936 – Ogród rozkoszy, Cyrulik Warszawski
- 1936 – Kariera Alfa Omegi, Cyrulik Warszawski
- 1937 – Cabaretissimo, Cyrulik Warszawski
- 1937 – Porwanie Sabinek, Teatr Buffo
- 1939 – Nic nie wiadomo, Małe Qui-pro-quo
- 1942 – Czar kłamstwa, Teatr Małych Form Miniatury, Warszawa
- 1943 – Żołnierz Królowej Madagaskaru, Teatr Bohema, Warszawa
- 1946 – Moja żona Penelopa, Teatr Syrena, Łódź
- 1948 – Nowe prorządki, Teatr Syrena, Warszawa
- 1951 – Arka nowego, Teatr Syrena, Warszawa
- 1967 – Szklane wesele, Teatr Syrena, Warszawa
- 1974 – Wodewil warszawski, Teatr Syrena, Warszawa
- 1980 – Warto byś wpadł, Teatr Syrena, Warszawa

## Ordery i odznaczenia
- Krzyż Oficerski Orderu Odrodzenia Polski (1974)
- Krzyż Kawalerski Orderu Odrodzenia Polski (1965)
- Złoty Krzyż Zasługi (1956)
- Odznaka „Zasłużony Działacz Kultury” (1984)
- Złota Odznaka honorowa „Za Zasługi dla Warszawy” (1975)